# Nathaniel Banks
Nathaniel Prentice Banks (Waltham, 30 gennaio 1816 – Waltham, 1º settembre 1894) è stato un politico e generale statunitense. Governatore del Massachusetts, è stato Speaker della Camera dei rappresentanti. Prestò servizio, con il grado di generale, nell'esercito dell'Unione durante la guerra di secessione americana.

## Infanzia
Banks nacque a Waltham, Massachusetts, primogenito di Nathaniel P. Banks, Sr., e Rebecca Greenwood Banks. Ricevette un'educazione comune e sin da piccolo cominciò a lavorare in una fabbrica locale di cotone; attraverso la sua vita fu conosciuto con un buffo soprannome, Bobbin Boy Banks. Successivamente divenne apprendista meccanico a fianco di Elias Howe; per un breve periodo curò l'uscita di alcuni settimanali; studiò politica con il suo mentore politico Robert Rantoul e fu ammesso al Barreau degli Stati Uniti a 23 anni, la sua energia e la sua abilità di oratore presto lo fecero emergere. La sua presenza, la voce particolare e lo stile oratorio lo resero una presenza importante di fronte alla platea. L'11 aprile 1847, a Providence, Rhode Island, sposò Mary Theodosia Palmer, un'ex operaia di fabbrica, dopo un lungo corteggiamento.

## Carriera politica

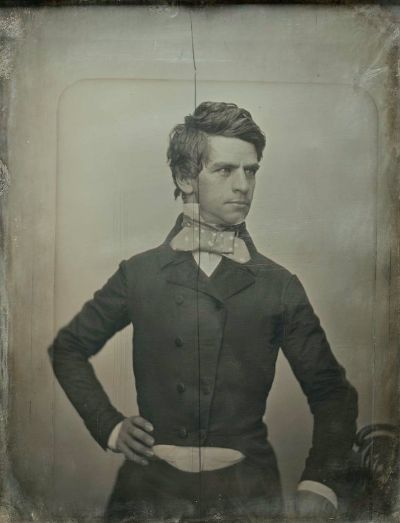
Banks in giovane età.

Dal 1849 al 1853, Banks fu membro Camera dei rappresentanti del Massachusetts con il partito democratico, e fu speaker nel 1851 e nel 1852; fu il presidente della Constitutional Convention del Massachusetts del 1853, e lo stesso anno fu eletto alla Camera dei Rappresentanti come candidato dei democratici e del Partito Free-Soil. Nel 1854 fu rieletto con il partito Know Nothing.
All'apertura del 34º congresso, uomini di diversi partiti si opposero alla schiavitù unendosi nel sostenere Banks come speaker, e, dopo la più lunga e accesa battaglia mai avvenuta per questa carica, dal 3 dicembre 1855 fino al 2 febbraio 1856, fu eletto al 133º ballottaggio. Questa fu la prima vittoria nazionale per il partito repubblicano. Per la prima volta egli diede incarichi importanti in seno al Congresso a uomini antischiavisti, e collaborò nelle indagini sia nel conflitto del Kansas, sia nell'aggressione al senatore Charles Sumner.
Giocò un ruolo chiave portando avanti John C. Frémont come candidato per il partito repubblicano alla nomina nelle elezioni presidenziali negli Stati Uniti d'America del 1856. Come parte di questo processo, Banks rifiutò, come già deciso, la nomina presidenziale per il partito Know-Nothings, contro la diffusione della schiavitù, in favore del repubblicano Frémont. Durante gli anni successivi, Banks fu sostenuto da una coalizione di Know-Nothings e repubblicani. I suoi interessi per l'agenda politica dei Know-Nothings era minima, appoggiando solo alcuni requisiti più rigidi per il voto.
Fu rieletto nel 1856 con il partito repubblicano, e si dimise nel 1857 perché aveva ottenuto la carica di governatore del Massachusetts, tra il 1858 e il 1860 ci fu un periodo di contrazione del governo a causa della depressione economica di quegli anni. Fece un serio tentativo alla poltrona presidenziale nel corso delle elezioni presidenziali negli Stati Uniti d'America del 1860, ma la discordia all'interno del suo partito in Massachusetts, la permanenza in uno Stato "sicuramente" repubblicano, e il suo passato Know-Nothing condannarono le sue possibilità.
Per un breve periodo fu direttore della Illinois Central Railroad, con sede a Chicago, fu assunto in primo luogo di promuovere la vendita di vaste terre della ferrovia.

## Guerra civile
Quando si avvicinò la guerra civile, il presidente Abraham Lincoln considerò Banks per un posto nel suo gabinetto, successivamente lo scelse come uno tra i primi generali dei volontari, nominandolo il 16 maggio 1861. L'idea che la milizia del Massachusetts fosse la meglio organizzata ed equipaggiata all'inizio della guerra civile, giocò un ruolo importante in questa decisione, infatti Banks fu considerato anche come Quartermaster General. Fu inizialmente sottovalutato da molti dei generali che si erano laureati alla Accademia Militare degli Stati Uniti, ma Banks portò molti benefici all'amministrazione, tra cui l'abilità di attrarre nuove leve e soldi per la causa Federale.

### Primo comando
La prima battaglia di Banks fu ad Annapolis, Maryland, sostenendo il supporto per la Confederazione in un'azienda di schiavi che era a rischio di secessione, quindi fu mandato a combattere nell'alto Potomac dove il Gen. Brig. Robert Patterson aveva fallito.

### CampagnaShenandoah Valley
Quando il Mag. Gen. George B. McClellan entrò con la sua Campagna Peninsulare nella primavera del 1862, l'importante compio di prendere le forze Confederate di Stonewall Jackson nella Shenandoah Valley per rinforzare le difese di Richmond, cadde sulle due divisioni comandate da Banks. Quando gli uomini di Banks raggiunsero il confine sud della Valley alla fine di un difficile approvvigionamento, il Presidente li richiamò a Strasburg, Virginia, sul confine nord. Jackson percorse rapidamente la vicina Luray Valley, guidando la ritirata di Banks da Winchester, Virginia, il 25 maggio, verso il Potomac River a nord. La campagni di Jackson di manovre e colpi contro le forze superiori nella Valley—sotto Banks e gli altri generali dell'Unione—umiliarono in Nord e lo resero uno dei più famosi generali della Storia Americana.
Il 9 agosto, Banks si scontrò nuovamente con Jackson a Cedar Mountain, nella Contea di Culpeper e lo attaccò per ottenere un vantaggio, ma un controattacco dei Confederati capitanato da Ambrose Powell Hill sconfissero Banks. L'arrivo alla fine della giornata dei rinforzi dell'Unione del magg.gen. John Pope, così come il resto degli uomini di Jackson, ha provocato due giorni di stand-off. I giornali del Nord fornirono versioni lusinghiere sulle prestazioni di Banks mentre i giornali del Sud la chiamarono una vittoria del Sud.

### L'esercito del Golfo
L'incarico successivo di Banks fu di difendere Washington. Nel novembre 1862 gli fu chiesto di organizzare una forza di tremila nuove leve, da disporre a New York e nel New England. Essendo un ex Governatore del Massachusetts, aveva contatti politici con i governatori degli altri stati ed il reclutamento di nuove leve fu un successo. Nel dicembre dello stesso anno salpò da New York con un gran numero di nuove leve per rimpiazzare il mag.gen. Benjamin Butler a New Orleans, Louisiana, come comandante del Dipartimento del Golfo.
Secondo lo storico John D. Winters della Louisiana Tech University nel suo libro The Civil War in Louisiana (1963), scrive che "Butler odiava Banks ed era geloso dei suoi successi politici e della sua 'reputazione di essere il miglior generale scelto della guerra civile'" Nondimeno, Butler, "dovette ingoiare la pillola mostrando una faccia felice" nel dare il benvenuto a Banks a New Orleans e mettendolo al corrente dei suoi affari civili e militari. Gideon Welles, segretario della marina, dubitò della saggezza nella sostituzione di Butler (l'ultimo governatore del Massachusetts) con Banks. Secondo Winters, "l'opinione di Welles riguardo alle abilità militari di entrambi era molti bassa, ma non negava le capacità di Butler come 'magistrato politico' responsabile di affari civili. Egli pensava che Bank non avesse 'l'energia, il potere e l'abilità di Butler.' Non aveva 'alcuna qualità nell'amministrazione civile,' ma è stato meno spericolato e senza scrupoli e probabilmente non era in grado di tenere la briglia abbastanza stretta sulle persone" una volta posizionati sotto il controllo dell'Unione.
La sig.ra Banks raggiunse il marito a New Orleans e tenne sontuose cene di beneficenza a favore dei soldati dell'Unione e delle loro famiglie. Il 12 aprile 1864, interpretò il ruolo di "Goddess of Liberty" circondata da tutti gli Stati del paese riunito. Non conosceva ancora l'infelice sorte del marito nella Battaglia di Mansfield avvenuta solo tre giorni prima. Dal 4 luglio 1864, New Orleans, tuttavia, aveva recuperato con la Campagna del Red River per tenere un altro enorme concerto che esaltò l'Unione.
Banks emise l'ordine che impedì ai suoi uomini il saccheggio, ma le truppe indisciplinate scelsero di disobbedire, in particolare vicino alle ricche piantagioni. Un soldato del 114° di New York scrisse: "Gli uomini impararono presto la deleteria abitudine di lasciare astutamente i loro posti nei ranghi quando si trovavano di fronte alla casa di una piantagione. ... Spesso un soldato poteva trovare con una tale enorme sviluppo dell'organo di distruttività che le più severe punizioni non impedivano la rottura di specchi, pianoforti, e l'arredamento più costoso. Uomini così sconsiderati sono spesso colpevoli dei più orribili profanazioni."
Con l'ordine di risalire il Mississippi per raggiungere le forze di Ulysses S. Grant, che stava tentando di conquintare Vicksburg, Banks fu il primo a portare le forze Confederate su per il Bayou Teche e a marciare verso Alexandria, tirando fuori gli schiavi, cotone e bestiame da una ricca area agricola.

### Assedio di Port Hudson
Quando i Confederati ridussero il loro presidio a Port Hudson, sul Mississippi, lo conquistò nel maggio 1863. Due tentativi di portare le opere di tempesta durante l'assedio di Port Hudson, come per Vicksburg, furono due enormi sconfitte. Port Hudson fu il primo teatro bellico che vide l'impiego massiccio di soldati afro-americani, come richiesto da Banks. Il cibo e le munizioni erano scarse, il presidio si arrese il 9 luglio 1863, dopo aver ricevuto la notizia che Vicksburg era caduta. L'intero Mississippi era sotto il controllo dell'Unione.
Nell'autunno del 1863, Banks organizzò due spedizioni via mare in Texas, principalmente allo scopo di evitare che i francesi in Messico aiutassero i Confederati o occupassero il Texas. Alla fine assicurò il possesso della regione vicino alla foce del Rio Grande e delle isole del Texas.

### Campagna del Red River
La Campagna del Red River, da marzo a maggio 1864, fu considerata una distrazione strategica dal suo superiore, Ulysses S. Grant, che voleva che Banks si spostasse ad est per conquistare Mobile, in Alabama, come parte di una serie coordinata di offensive nella primavera del 1864. Nel 1863 Banks era in disaccordo con i piani per il Red River, sperando invece di organizzare delle spedizioni via mare per catturare la zona di Galveston e Mobile, ma la campagna sul Red River fu fortemente promossa dal Capo dello Staff Henry Halleck. Quando le preparazioni per la spedizione del Red River del 1864 erano a buon punto, Halleck scrisse a Banks se avesse qualsiasi suggerimento, in risposta Banks inviò un rapporto negativo dettagliato sull'operato di uno dei suoi ufficiali di West Point. Halleck fece sottintendere a Banks, tuttavia, che gli altri comandanti erano favoriti nella spedizione. Non ci sono prove che Halleck condizionò la relazione negativa sul Red River di Grant a cui fu chiesto un input sull'intera azione. Hallek cominciò a riferirsi alla Campagna del Red River come se fosse un'idea di Banks in linea con un modello consolidato di non prendersi responsabilità.
L'esercito di Banks fu inviato alla Battaglia di Mansfield dal generale Richard Taylor (figlio dell'ex Presidente Zachary Taylor) e si ritirò 20 miglia a prendere posizione il giorno dopo nella Battaglia di Pleasant Hill. Continuarono la ritirata fino ad Alexandria dove si unirono con una parte della Flotta Federale Inland. Questa forza navale comandata da David Dixon Porter si era unita alla Campagna del Red River per supportare l'esercito e per prendere il cotone come prezzo per la guerra, e Banks aveva permesso ai ricchi speculatori di avanzare per la raccolta del cotone. Oltre a questo mix c'era una forza a disposizione in grado di arrivare in tutto l'Arkansas, due corpi d'attacco sotto il comando del Generale William T. Sherman che agivano semi-indipendentemente, e il bassi livelli dell'acqua del fiume rendevano difficili gli approvvigionamenti.
Parte della grande flotta di Porter rimase intrappolata sopra le cascate di Alexandria a causa dell'acqua bassa. Banks e gli altri approvarono un piano proposto da Joseph Bailey di costruire delle dighe in modo da rimpicciolire il letto del fiume e far aumentare il livello dell'acqua. In dieci giorni, 10.000 truppe costruirono due dighe e assicurarono la salvezza alla flotta, permettendole di raggiungere il Mississippi.
Dopo la campagna, poco prima che il generale Sherman cominciasse le sue operazioni contro Atlanta, Sherman definì la CAmpagna del Red Rived "Un maledetto errore dall'inizio alla fine."
Banks fu rimosso dal comando in Louisiana. Il 22 aprile 1864, Grant sostenne il Capo dello Staff Halleck che chiedeva la rimozione di Banks.
I Confederati mantennero il controllo del Red River per il resto della guerra. Si arresero nel giugno 1865, due mesi dopo la firma della pace da parte di Robert E. Lee alla Appomattox Court House in Virginia.

### Compiti amministrativi
Anche se era al comando dell'Armata del Golfo a New Orleans, andò in congedo nell'autunno 1864 al Nord, dove il Presidente Lincoln delegò Banks per fare pressione durante l'inverno per i piani di ricostruzione del presidente per la Louisiana. Banks in precedenza aveva costruito la vittoria elettorale di un governo repubblicano moderato civile in Louisiana, inaugurato da una grande celebrazione che aveva organizzato e fondato egli stesso. La commissione investigativa segreta comandata dai conservatori democratici William Farrar Smith e James T. Brady all'inizio del 1865 fece sforzi considerevoli nel tentativo di connettere Banks alle irregolarità nei permessi di commercio nell'area di New Orleans. Il rapporto finale, che non lo accusa specificatamente di cattiva condotta, non fu mai pubblicato. Ma Banks sicuramente aveva concesso favori speciali senza apparente indennizzo agli uomini che successivamente vennero collegati allo Scandalo Crédit Mobilier e ad alcune altre questioni poco pulite.

## Carriera dopoguerra

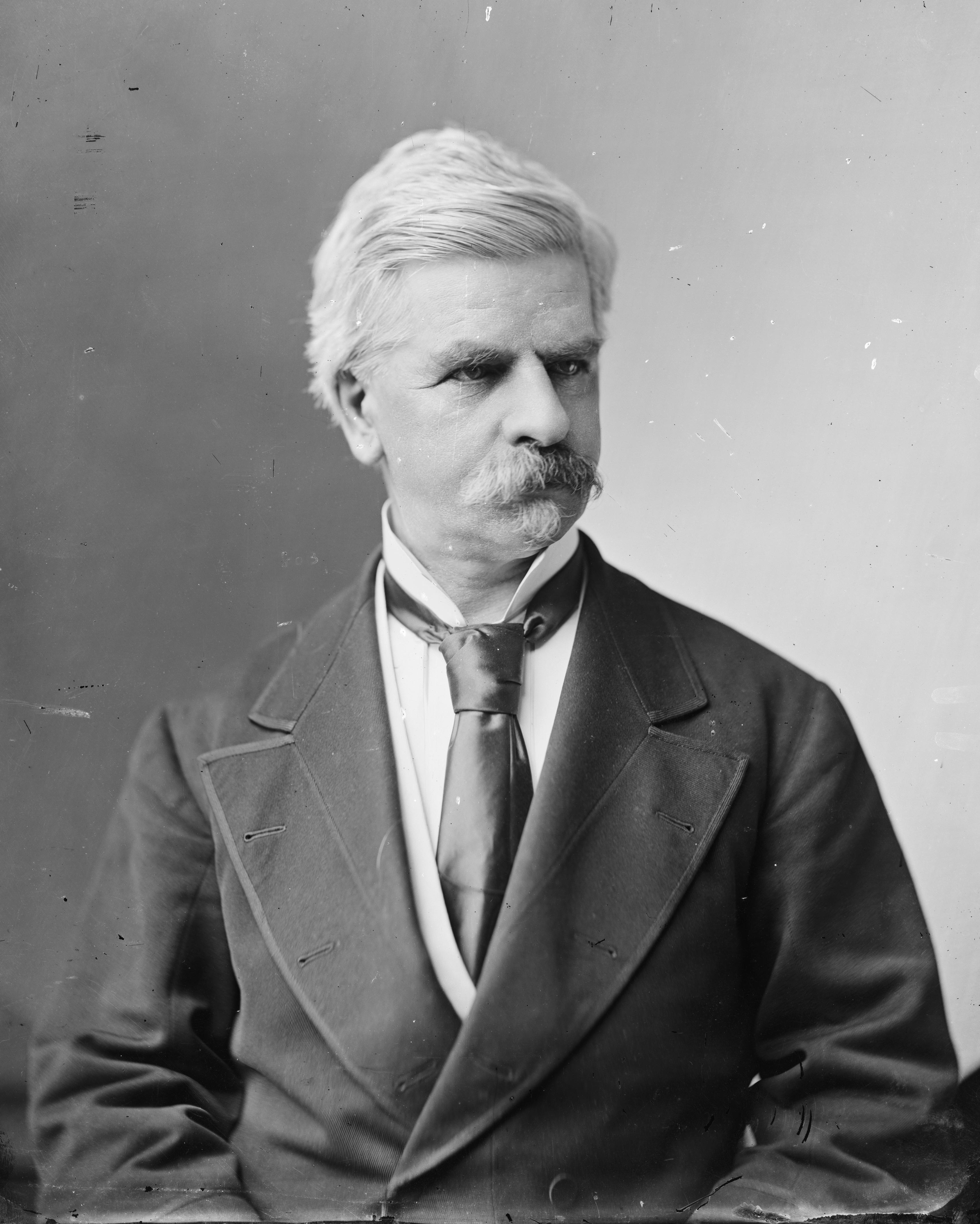
Ritratto del dopoguerra di Mathew Brady o Levin C. Handy

Nell'agosto 1865, Banks fu esonerato dal servizio dal presidente Andrew Johnson, e dal 1865 al 1873, fu nuovamente al Congresso, come capo del Comitato per gli Affari esteri e alle volte come capo del comitato elettorale Repubblicano. Giocò un ruolo fondamentale nei passaggi finali dell'Acquisto dell'Alaska, supportò il suffragio femminile e fu uno dei primi e dei più forti sostenitori del Destino manifesto. I dati finanziari di Banks suggeriscono che ricevette una tengente di grandi dimensioni dal ministro russo, dopo il passaggio della legislazione dell'Alaska. Banks voleva che gli Stati Uniti acquisissero il Canada e le isole caraibiche in modo da ridurre l'influenza europea nella regione. Fece parte anche del comitato che indagò sullo scandalo Crédit Mobilier.
L'infelicità nata nel corso dell'amministrazione del Presidente Ulysses Grant lo portò nel 1872 ad unirsi alla rivolta liberal-repubblicana che supportava Horace Greeley. Anche se Banks stava combattendo al Nord per Greeley, un avversario raccolse sufficienti consensi nel suo vecchio distretto del Massachusetts e lo sconfisse. Dopo aver perso la carica cominciò ad interessarsi dell'inizio della linea ferroviaria in Kentucky e di altre linee del Paese. Ma il Panico del 1873 condannò la ferrovia e Banks entrò nel circuito delle conferenze e fece parte del Seanto del Massachusetts.
Nel 1874 fu eletto nuovamente al Congresso con il Partito Repubblicano (1875–1879). Fu un membro del comitatò che investigò sulle irregolarità delle elezioni del 1876 in Carolina del Sud. Sconfitto nel mandato successivo, il presidente lo volle come U.S. Marshal per il Massachusetts, posto che tenne dal 1879 al 1888, quindi fu eletto al Congresso per la decima volta. Questo mandato vide un significativo deterioramento mentale e non fu più candidato. Morì a Waltham ed è seppellito nel cimitero di Grove Hill.
Fort Banks a Winthrop, costruito alla fine del 1890, fu nominato in suo onore.